# Dieses bescheuerte Herz
Dieses bescheuerte Herz ist eine deutsche Tragikomödie von Marc Rothemund aus dem Jahr 2017. Das Drehbuch von Maggie Peren und Andi Rogenhagen basiert auf dem gleichnamigen Roman von Lars Amend und Daniel Meyer, der 2013 erschien. In den Hauptrollen sind Elyas M’Barek und der Jungdarsteller Philip Noah Schwarz zu sehen.

## Handlung
Lenny, der fast 30-jährige Sohn eines Herzspezialisten in München, lebt ein Leben in Saus und Braus. Er verprasst das Geld seines Vaters und geht fast täglich feiern. Als er nach einer Trunkenheitsfahrt durch das verschlossene Garagentor brettert und den Sportwagen im häuslichen Swimmingpool versenkt, sperrt sein Vater ihm die Kreditkarten. Er bietet Lenny jedoch die Chance, sie wieder freizugeben, falls er sich um einen seiner Patienten kümmert. Dabei handelt es sich um den 15-jährigen David, der mit einem schweren Herzfehler auf die Welt kam, unzählige Operationen hinter sich hat und für den jeder weitere Tag das Aus bedeuten könnte. Dieser besucht eine Schule in einem Hospiz und muss außer Haus immer einen Rucksack mit einer Sauerstoffflasche mit sich tragen. Größere Entfernungen muss er immer mit einem Krankenwagen zurücklegen.
Anfangs widerwillig besucht Lenny David und dessen alleinerziehende Mutter in deren Hochhaussiedlung. Zum ersten Mal mit der Mühsal und den Gefahren durch die lebensbedrohliche Erkrankung konfrontiert, reagiert er widersprüchlich. Er fühlt sich zwar zu dem Teenager hingezogen, ist aber durch die vielen Einschränkungen in Davids Leben und die Schicksale im Hospiz überfordert. Die beiden stellen eine Liste mit sämtlichen Wünschen zusammen, die David hat. Diese teilt er in drei Schwierigkeitskategorien ein. Ziel ist es, diese bis zu seinem nahen 16. Geburtstag zu erfüllen.
Zuerst macht sich Lenny daran, Davids materielle Wünsche zu erfüllen. Dazu gehören unter anderem Lederjacke, Handy und Turnschuhe, also shoppen gehen, was für den Arztsohn leicht zu verwirklichen ist. Allerdings kommt es dabei zu einer lebensbedrohlichen Situation, weil Lenny den Rucksack aus den Augen verliert, als David dringend Sauerstoff benötigt.
Nach dieser Einkaufstour sind die einfachen Wünsche auf der Liste erledigt, doch Davids immaterielle Wünsche, wie beispielsweise ein Mädchen kennenzulernen, seine Mutter einmal glücklich zu sehen und sich zu verlieben, erscheinen Lenny kaum erreichbar. Dieser Umstand und der Vorfall mit dem Anfall sind ihm zu viel Mühe. Lenny will sich aus der Verantwortung stehlen, wieder die Nächte im Club durchmachen und unbekümmert Sex haben. Also teilt er David mit, dass ihm nun ein anderer bei der Wunschliste helfen solle und sagt „Tschüss“. Lennys Vater lässt als Reaktion darauf das Schloss der Villa austauschen.
Ausgesperrt, erhält Lenny einen Schlafplatz bei David, den er nach seinem Rauswurf aus der Familienvilla wieder besucht. Durch das intensive Zusammenleben wächst ihm der Junge tatsächlich ans Herz und er spielt nicht nur seinen Beschützer, sondern fängt an, sich mit Frechheit und Fantasie um die „unmöglichen Wünsche“ Davids zu kümmern. Für den Wunsch „Sportwagen fahren“ nimmt Lenny sich das Auto jenes Nachbarn, der David schikaniert und beendet dessen Blockaden des Aufzugs. Bei der Aufnahme in einem Tonstudio trifft David die gleichaltrige Sarah, ein Mädchen aus Berlin.
In der Folge kommt es zwar zu einem schweren Rückschlag, als David einen Zusammenbruch erleidet und eine weitere Herzoperation benötigt, doch David erholt sich schließlich davon und ist zu seinem 16. Geburtstag so weit, dass er zusammen mit seiner Mutter und Lenny nach Berlin fahren kann. Dort werden die letzten Wünsche auf der Liste erledigt: Hotelsuite, Fahrt mit Limousine, Sarah küssen und die Mutter glücklich sehen.
Zurück in München feiern sie noch einmal Geburtstag im Familienkreis, und Lenny nimmt sein abgebrochenes Medizinstudium wieder auf.

## Produktion
Der Roman Dieses bescheuerte Herz von Lars Amend und Daniel Meyer, der 2013 erschien, basiert auf wahren Ereignissen. So erzählt er die Geschichte von Amend und dem herzkranken Teenager Meyer. Der 15-jährige hatte eine Liste mit 25 Dingen angefertigt, die er in seinem Leben noch erleben wollte. Amend hatte es sich zum Ziel gemacht, diese Liste vollständig zur Realität werden zu lassen.
Im September 2013 verkündete Constantin Film, sich die Filmrechte an dem Material gesichert zu haben. 2016 wurde bekanntgegeben, dass die Hauptrolle des „Lenny“ – dem Pendant zu Amend – von Elyas M’Barek gespielt werden würde. Die Rolle von Meyer, der im Film David heißt, wird von dem Jungdarsteller Philip Noah Schwarz gespielt. Die Dreharbeiten fanden im Herbst 2016 in München sowie in Berlin und Bayern statt, wobei der FilmFernsehFonds Bayern das Projekt mit 900.000 Euro förderte.
Die Filmmusik wurde von Johnny Klimek komponiert. Der Soundtrack enthält zudem Lieder aus dem Film von Christian „Crada“ Kalla und den Song Das Herz schlägt bis zum Hals von Revolverheld, umfasst 14 Musikstücke und wurde im Dezember 2017 von Königskinder Music als Download veröffentlicht.
Der Film kam am 21. Dezember 2017 in die Kinos.

## Kritik
„Bestseller-Verfilmung mit wohlfeiler Botschaft, vorhersehbarer Handlung und unglaubwürdigen Figuren. Die behaupteten Konflikte zwischen dem Freundesgespann bleiben unterentwickelt und ebenso verkrampft wie die Versuche, die tragischen Elemente mit Humor aufzulockern.“

## Einspielergebnis
In Deutschland hatte der Film bis zum 18. März 2018 2.025.446 Besucher.